# كلية الحصن الجامعية
كلية الحصن الجامعية هي كلية تابعة لجامعة البلقاء التطبيقية. تقع في مدينة الحصن، تأسست عام 1981. لتكون كلية جامعية لتأهيل الفنيين والتقنيين. تم ضمها لجامعة البلقاء التطبيقية عام 1997.

## التخصصات

### برنامج الدبلوم
1. الاتصالات وشبكات الحاسوب
2. التكييف والتبريد
3. الصحة والسلامة والبيئة المهنية
4. أمن المعلومات والشبكات
5. تكنولوجيا التحكم الصناعي
6. تكنولوجيا الصناعات الكيميائية
7. تكنولوجيا الطاقة
8. تكنولوجيا الطاقة المتجددة
9. تكنولوجيا إنشاء وصيانة المباني
10. صيانة المركبات الكهربائية والهجينة
11. مساحة الطرق وحساب الكميات
12. هندسة المياه والبيئة
13. التصميم الجرافيكي
14. التصميم الداخلي
15. أمن المعلومات والشبكات

برنامج الدبلوم الفني
1. الأوتوترونيكس
2. التمديدات الكهربائية
3. نظم التكييف والتبريد و التدفئة

### برنامج البكالوريوس
1. هندسة أنظمة و أمن شبكات
2. هندسة الاتصالات والبرمجيات
3. هندسة الصناعات الكيميائية
4. هندسة الميكانيك / نظم التبريد وتكييف الهواء
5. هندسة الميكانيك / الإنتاج وآلات
6. هندسة مدنية / المياه والبيئة